# Davy Jones (Pirații din Caraibe)
Davy Jones este un personaj fictiv în seria de filme Pirații din Caraibe, jucat de Bill Nighy. El apare în cel de-al doilea film, Cufărul omului mort și revine în cel de-al treilea film, La capătul lumii. El este căpitanul „Olandezului Zburător” (bazat pe nava-fantomă cu același nume).
Imaginile generate de calculator (CGI) folosite pentru a îl ilustra pe Jones au fost numite de Entertainment Weekly drept al zecelea cel mai preferat personaj bazat pe CGI din istoria filmului, după King Kong în 2007. Lucrul asupra personajului i-a adus studioului Industrial Light & Magic⁠(d) Premiul Oscar pentru cele mai bune efecte vizuale în 2006 pentru efectele vizuale din Dead Man's Chest și La capătul lumii. Bill Nighy, actorul care l-a jucat pe Davy Jones, a primit Premiul Teen Choice pentru rolurile din ambele filme.
Personajul se bazează pe superstiția lui Davy Jones Locker, care în legende strângea cadavrele eșuate pe țărm și le făcea parte din echipajul său. 